# Drahkov
Drahkov (en allemand : Drachkau) est une commune du district de Plzeň-Sud, dans la région de Plzeň, en République tchèque. Sa population s'élevait à 138 habitants en 2022.

## Géographie
Drahkov se trouve à 6 km au sud-ouest de Blovice, à 22 km au sud-sud-est de Plzeň et à 91 km au sud-ouest de Prague.
La commune est limitée par Únětice au nord, par Letiny et Chocenice à l'est, par Letiny au sud et à l'ouest, et par Řenče au nord-ouest.

## Histoire
La première mention écrite de la localité date de 1379.

## Transports
Par la route, Drahkov se trouve à 7 km de Blovice, à 27 km de Plzeň et à 110 km de Prague. 